# Serieåret 1909

## Händelser

### Okänt datum
- Det japanska förlaget Kōdansha, som bland annat ger ut stora mangatitlar, grundas.

## Födda
- 9 februari - Robert Velter (känd som Rob-Vel, d. 1991), fransk serietecknare, mest känd för Spirou.
- 14 april - Jean Trubert (död 1983), fransk serieskapare.
- 9 juli - Basil Wolverton, (död 1978), amerikansk serieskapare.
- 7 september - José Cabrero Arnal (död 1982) katalansk-spansk, sedermera fransk, serietecknare.
- 28 september - Al Capp, (död 1979), amerikansk serieskapare, mest känd för Knallhatten (L'il Abner).
- 2 oktober - Alex Raymond (död 1956), amerikansk serietecknare, mest känd för Flash Gordon (även "Blixt Gordon" på svenska).
- 26 oktober - Dante Quinterno (död 2003), argentinsk serieskapare.